# Feliks Stanisław Nowicki
Feliks Stanisław Siła Nowicki herbu własnego – podczaszy krasnostawski w latach 1790–1792, łowczy chełmski w latach 1761–1790, podwojewodzi chełmski w 1760 roku.
W 1764 roku był elektorem Stanisława Augusta Poniatowskiego z ziemi chełmskiej.